# 一枚のLP盤
「一枚のLP盤」（いちまいのレコード）は、2010年4月7日に発売された八代亜紀の99枚目のシングルである。

## 解説
デビュー40周年記念シングル。八代の楽曲の中では唯一八代自身が主人公の楽曲であり、八代の父との思い出が綴られている。

## 収録曲
1. 一枚のLP盤(レコード)（4：43）[3]
  - 作詞：荒木とよひさ
  - 作曲：杉本真人
  - 編曲：宮崎慎二
2. 昭和の歌など聴きながら（2010 New Vocal Version）（3：56）[3]
  - 作詞：荒木とよひさ
  - 作曲：徳久広司
  - 編曲：石倉重信
3. CRY ME A RIVER（ボーナス・トラック）（5：43）[3]
  - 作詞・作曲：アーサー・ハミルトン
  - 編曲：京建輔
4. 一枚のLP盤(レコード)（オリジナル・カラオケ）（4：42）[3]
5. 昭和の歌など聴きながら（オリジナル・カラオケ）（3：54）[3]